# Rhinebeck (condado de Dutchess, Nueva York)
Rhinebeck es una villa ubicada en el condado de Dutchess en el estado estadounidense de Nueva York. En el año 2000 tenía una población de 3,007 habitantes y una densidad poblacional de 734.4 personas por km².

## Geografía
Rhinebeck se encuentra ubicada en las coordenadas 41°55′39″N 73°54′32″O / 41.92750, -73.90889. Según la Oficina del Censo, la ciudad tiene un área total de 4,2 km² (1,6 mi²), de la cual 4,2 km² (1,6 mi²) es tierra y 0 km² (0 mi²) (0%) es agua.

## Demografía
Según la Oficina del Censo en 2000 los ingresos medios por hogar en la localidad eran de $41,639, y los ingresos medios por familia eran $57,000. Los hombres tenían unos ingresos medios de $46,653 frente a los $40,058 para las mujeres. La renta per cápita para la localidad era de $28,773. Alredendor del 9.2% de la población estaban por debajo del umbral de pobreza.
El 13 de julio de 1864, nació John Jacob Astor IV, militar y multimilionario que falleció en el hundimiento del RMS Titanic el 15 de abril de 1912 en el  Atlántico Norte.